# Huff (televíziós sorozat)
A Huff amerikai tévéfilmsorozat egy sikeres pszichiáterről, akinek gyökeresen megváltozik az élete, miután egy 15 éves, homoszexuális páciense öngyilkos lesz a rendelőjében. Dr. Craig Huffstodtot a bűntudat gyötri, emellett fél a nyilvános felelősségre vonástól. A sorozat első évadja 2004. november 7. és 2005. január 30. között volt látható a Showtime-on. Hosszú szünet után követte a második évad 2006. április 2-ától 2006. június 25-éig.
2006. június 23-án a Showtime bejelentette, hogy a két Emmy-díjas sorozat a június 25-ei epizóddal befejeződik.

## Szereplők

### Főszereplők
| Szerep                                                         | Színész         | Magyar hang      |
| -------------------------------------------------------------- | --------------- | ---------------- |
| Dr. Craig 'Huff' Huffstodt; sikeres portlandi pszichiáter      | Hank Azaria     | Rékasi Károly    |
| Beth Huffstodt; Huff rendezvényszervező felesége               | Paget Brewster  | Györgyi Anna     |
| Byrd Huffstodt; Huff és Beth 14 éves, kissé korán érő gyermeke | Anton Yelchin   | Czető Roland     |
| Izzy Huffstodt; Huff anyja, aki a szomszédban lakik            | Blythe Danner   | Borbás Gabi      |
| Teddy Huffstodt; Huff szkizofrén testvére                      | Andy Comeau     | Dolmány Attila   |
| Russell Tupper; Huff legjobb barátja, ügyvéd                   | Oliver Platt    | Berzsenyi Zoltán |
| Paula Dellahouse; Huff titkárnője                              | Kimberly Brooks | Kéri Kitty       |

### Mellékszereplők

#### 1. évad
| Szerep                       | Színész          | Magyar hang     |
| ---------------------------- | ---------------- | --------------- |
| Ben Huffstodt                | Robert Forster   |                 |
| Kelly Knippers               | Faith Prince     | Kiss Virág      |
| Maggie Del Rosario           | Liza Lapira      |                 |
| Madeleine Sullivan           | Swoosie Kurtz    |                 |
| István, a hajléktalan magyar | Jack Laufer      | Bezerédi Zoltán |
| Doris Johnson                | Annie Potts      |                 |
| Gail                         | Misti Traya      |                 |
| Melody Coatar                | Lara Flynn Boyle |                 |

#### 2. évad
| Szerep                       | Színész         | Magyar hang     |
| ---------------------------- | --------------- | --------------- |
| Ben Huffstodt                | Tom Skerritt    |                 |
| István, a hajléktalan magyar | Jack Laufer     | Bezerédi Zoltán |
| Alyssa                       | Ashley Williams |                 |
| Dr. Lena Markova             | Anjelica Huston |                 |
| Dauri Rathburn               | Sharon Stone    |                 |
| Tim Winnick                  | Alex Black      |                 |

## Epizódok

### Évados áttekintés
| Évad | Évad | Részek száma | Részek száma | Eredeti sugárzás  | Eredeti sugárzás | Magyar sugárzás   | Magyar sugárzás    |
| Évad | Évad | Részek száma | Részek száma | Évadbemutató      | Évadzáró         | Évadbemutató      | Évadzáró           |
| ---- | ---- | ------------ | ------------ | ----------------- | ---------------- | ----------------- | ------------------ |
|      | 1.   | 13           | 13           | 2004. november 7. | 2005. január 30. | 2005. február 11. | 2005. március 25.  |
|      | 2.   | 13           | 13           | 2006. április 2.  | 2006. június 25. | 2006. október 5.  | 2006. november 16. |

### 1. évad
| Sor. | Év. | Cím                        | Rendező            | Író                             | Premier                              |
| --- | --- | -------------------------- | ------------------ | ------------------------------- | ------------------------------------ |
| 1. | 1.  | Pilot                      | Scott Winant       | Bob Lowry                       | 2004. november 7. 2005. február 11.  |
| Dr. Craig Huffstodt családos ember, sikeres pszichiáter, akinek eddigi életét és értékrendje teljesen felkavarodik, mikor egyik kezelése alatt egy 15 éves fiú öngyilkosságot követ el. Huff egész eddigi élete kérdésekre esik szét: ki is ő, mik a céljai, tartozik-e egyáltalán valahová? Az örök segítő és helyrehozó Huffstodt a feje felett lebegő személyes felelősséggel és a bűntudattal együtt megrendülten veszi tudomásul, hogy képtelen mindenkit megmenteni… |     |                            |                    |                                 |                                      |
| 2. | 2.  | Assault and Pepper         | Scott Winant       | David Maples                    | 2004. november 14. 2005. február 11. |
| Huff már nyolc éve kezeli a ma 28 éves, szkizofréniától szenvedő Melody-t. Miután Melody a fogdában tartott terápiás óra alkalmával rátámad pszichiáterére, Huff úgy dönt, …neki ez már sok, és „kirúgja” betegét. A börtönből kilépve megszólítja egy hajléktalan, aki mentegetőzni kezd, amiért nem ment el legutóbbi kezelésére, de állítja, továbbra is szüksége van segítségre. Mialatt Russell egy késő éjszakai itallal akar vigasztalódni, megismerkedik Pepperrel, a fiatal örömlánnyal, akit örömében rögtön haza is visz. Huff hajléktalannal való találkozása eszébe juttatja a néhai, öngyilkos betegét, Sam Johnsont. A kísértő múlt, a hajléktalan és Melody mai kiborulása lassan az összeomlás szélére taszítja a pszichiátert. Amikor megtudja, hogy Sam szülei beperelik, Huff – az éjszaka közepén – azonnal beszélni akar ügyvédjével. Így átmegy Russell-hez, akit éjszakai vendége addigra leitatott, az ágyhoz kötözött, majd ellopta a tévéjét. Kiderül, hogy a Johnson-ügyben az orvosi kamara is szimatolni kezd, így Huff végső elkeseredésében egyetlen bizalmasához fordul, …szkizofrén öccséhez, Teddy-hez. |     |                            |                    |                                 |                                      |
| 3. | 3.  | Lipstick on Your Panties   | Paris Barclay      | David Maples                    | 2004. november 21. 2005. február 18. |
| Huff gondjain nem enyhít a problémás, pánikrohamos beteg, és Sam Johnson félrekezelési pere is egyre fenyeget, mialatt otthon Izzy és bridzs partnerei rúzsok színárnyalatain vitatkoznak… Russell nem tudja rávenni Huffot egy kis szórakozásra, ezért egyedül indul el új tévét venni; az áruházban megismerkedik néhány igen vonzó eladóval. Mivel időközben mindenki elment otthonról, Huff romantikus vacsorára készül feleségével (Beth), aki letorkollja őt, amiért ilyen késői buliban engedte fiukat, Byrd-et. Másnap reggel Huff felkeresi Russellt, aki kábán nyit ajtót; láthatóan jó éjszakája volt az áruházi alkalmazottak társaságában. Miután Beth egy rúzst talál Byrd nadrágzsebében, attól tart, fia meleg. Ragaszkodik hozzá, hogy Huff elbeszélgessen vele a felnőtt dolgokról… |     |                            |                    |                                 |                                      |
| 4. | 4.  | Control                    | Tucker Gates       | Thania St. John                 | 2004. november 28. 2005. február 18. |
| Huff minden idegszálát leköti az egyik páciense öngyilkossága miatti per, melynek kimenetelétől függhet további karrierje és jövője. Noha a biztosító profi ügyvédje is Huff rendelkezésére áll, azért Russell-lel is begyakorolja, milyen válaszokkal feleljen majd a bíróságon várható kérdésekre. Azután, Huff és Russell meglepetésére, a tárgyalás napján derül ki, hogy az elhunyt fiú szülei is bent lesznek a meghallgatáson. Ha ez még nem lenne elég az amúgy is ideges Huffnak, egyszer csak tanúként szólítják nemrégiben elutasított páciensét, Melody-t… Eközben Byrd a kacér Gailnak segít a tanulásban, aki a korrepetálást zavarba ejtő módon szeretné meghálálni. Beth felveszi a harcot az örökké alkalmatlankodó Izzy-vel szemben, és új riasztórendszert szereltet fel. |     |                            |                    |                                 |                                      |
| 5. | 5.  | Flashpants                 | Daniel Attias      | Mark Richard                    | 2004. december 5. 2005. február 25.  |
| Russell segíteni próbál egyik ügyfelén; a drogfüggő Butch-ot szeretné rehabilitációra vinni. Huff hívást kap apjától, aki válni akar Izzy-től, és arra kéri fiát, járjon közben Izzy beleegyezéséért. Doris, az öngyilkos páciens édesanyja is látogatást tesz a rendelőben, mert szeretné látni a helyet, ahol Sam megölte magát. Byrd kórházba kerül egy elszabadult melltartópánt okozta sérülés miatt, melyet akkor szerzett, mikor Gaillel „tanultak”. Izzy ragaszkodik Bennel kötött házasságához, hogy ezzel is bosszút állhasson férje hajdani hűtlenségein. Eközben Butch felszívódik a sivatagi bungalóból, ezzel egyedül hagyva Russellt, amikor két prostituált törpenő kopog be hozzá. Huffot nemi erőszakkal vádolja Melody, a lepasszolt beteg; Teddy pedig apjuk válási szándékait meghallva dühbe gurul. |     |                            |                    |                                 |                                      |
| 6. | 6.  | Is She Dead?               | Scott Winant       | Bob Lowry                       | 2004. december 12. 2005. február 25. |
| Beth és anyósa sorozatos csörtéi miatt Izzy bejelenti, hogy visszaköltözik régi, pasadenai házába. Huff – bár sejti, hogy anyja csak blöfföl – üdvözli Izzy döntését. A doki elvállalja Doris – az öngyilkosságot elkövetett, néhai Sam édesanyjának – kezelését. Russellt furcsa ügyfél környékezi meg: az a prostituált kéri fel védelmére az ellene folyó, súlyos lopás miatti eljárásban, aki nemrég megfújta Russell tévéjét. Mikor Byrd és Gail szexuális kapcsolata éppen az „igazság pillanatához” érne, Gail váratlanul bejelenti, hogy miután apja óvszert talált táskájában, megtiltotta, hogy lánya még egyszer találkozzon Byrddel. Izzy a maga módján próbálja meg vigasztalni unokáját. Mindeközben Huff elmegyógyintézetben élő testvére, Teddy elkószál a kórházból… |     |                            |                    |                                 |                                      |
| 7. | 7.  | That F*cking Cabin         | Mark Piznarski     | Jessica Mecrienburg             | 2004. december 19. 2005. március 4.  |
| Huff rémálmai után Beth attól óvja férjét, hogy apjával tartson gyermekkorának traumatikus helyszínére – a hegyi házba – mivel Ben el akarja adni az üdülőt. Huff magával viszi Byrdet is, ám Beth lelkére köti, hogy erről Izzy semmit sem tudhat meg. A hegyek között végig kell hallgatnia, amint apja Huff gyerekkorának legzavarbaejtőbb történeteivel traktálja Byrdet. Ezalatt Los Angelesben Pepper és Russell egy bajba került ügyfél segítségére siet. Míg Beth igyekszik férje és fia hollétét titokban tartani Izzy előtt, egy komoly ügyfél partiját is szerveznie kell, ráadásul édesanyja betegségének híre is nyugtalanítja. Az értékbecslő ingatlanos késése miatt Huff, Byrd és Ben a házban töltik az éjszakát, így Beth pánikban hívja fel férjét, mikor rájön, hogy valójában ki is lehet problémás, új ügyfele… |     |                            |                    |                                 |                                      |
| 8. | 8.  | Cold Day in Shanghai       | Dan Lerner         | Nicole Mirante                  | 2004. december 26. 2005. március 4.  |
| Russell és munkatársai azon vitáznak, vajon vállalják-e egy – feltehetőleg alvilági kapcsolatokkal bíró – pornófilmes ügyét. Beth-t nem hagyja nyugodni anyja betegségének gondolata, és úgy érzi, már házasságát is veszélyezteti Huff dühöngő őrült exbetege, Melody. Russell azt tanácsolja Izzy-nek, hogy saját maga és vagyona védelmének érdekében egyezzen bele Ben ajánlatába, és váljon el tőle. Mialatt Byrd és barátai egy új számítógépes játékkal szórakoznak, megpróbálják kihúzni belőle Gaillel való kapcsolatának részleteit, majd Huff gyógyszereire is szemet vetnek… Huff ezalatt a munkahelyi viszonyok veszélyeire figyelmezteti Russellt. |     |                            |                    |                                 |                                      |
| 9. | 9.  | Christmas Is Ruined        | Matt Shakman       | Thania St. John                 | 2005. január 2. 2005. március 11.    |
| Beth családja karácsonyi látogatása miatt szorong, főként, mivel most találkozik majd először édesanyjával azóta, hogy kiderült, Madeleine-nek rákja van. Ezért minden részletében tökéletes ünnepet szeretne. Ám aprólékos gonddal összeállított terve már akkor romokban hever, mikor Huff egy óriási karácsonyfát vásárol, amelyet azonnal fel kellene díszíteni, még mielőtt mindenki megérkezne. Csakhogy Sullivanék egy teljes nappal korábban állítanak be… Beth, Byrd és Huff megpróbálja menteni a menthetőt, mialatt Patty (Beth húga) gyerekeit és csapodár férjét igyekszik kordában tartani. Beth elcsodálkozik látva, hogy Madeleine mennyire jól néz ki. |     |                            |                    |                                 |                                      |
| 10. | 10. | The Good Doctor            | Ellen S. Pressman  | Byron Balasco                   | 2005. január 9. 2005. március 11.    |
| Paula minden erőfeszítése ellenére, Marisa Wells, a csinos, 25 éves gyógyszerügynök sikeresen kicsal egy ebédmeghívást. Huff és Marisa épp kellemes flörttel fűszerezett ebédjüket költik, mikor Beth telefonál, mert egy segített öngyilkosságról szóló könyvet talált Izzy szekrényében. Ezután Izzy dolgát félretéve hozzákezd egy új étterem nyitópartijának szervezéséhez; az új étterem tulajdonosa a jóképű chef, Clay Davis. Russellen kitör a frász, mikor egy FBI-ügynök kopog be hozzá, és egyik ügyfele után érdeklődik, akit kábítószer-kereskedelemmel és pénzmosással vádolnak. |     |                            |                    |                                 |                                      |
| 11. | 11. | The Sample Closet          | Sarah Pia Anderson | Nicole Mirante, Thania St. John | 2005. január 16. 2005. március 18.   |
| Huff – ezúttal saját maga orvosaként – önvizsgálatot tart, Marisához fűződő viszonyát elemzi. Ám, hazaérkezvén nem kis meglepetésére Beth és Clay párosa fogadja. Amikor Huff és felesége éppen a házastársi kötelességeikben támadt hiányok bepótlására szánnák magukat, Beth-nek eszébe jut, hogy valamiért még fel kell hívnia Clayt. A felkavart férj Russellhez siet, hogy kitárgyalják Marisát és Huff egyre növekvő gyanakvását Clay és Beth furcsa viszonyát illetően. Emiatt nem is rejti véka alá véleményét Beth szexi ruhájáról, amelyet felesége Clay éttermének nyitópartiján visel. Russell zavarba jön, mikor Izzy egy neves bíróval flörtöl. Az időközben leittasodott Huff nekiront Claynek, és ezért Beth kitiltja saját házukból. Huff így Marisa lakása felé veszi az irányt. |     |                            |                    |                                 |                                      |
| 12. | 12. | All the King's Horses      | Martha Coolidge    | Byron Balasco                   | 2005. január 23. 2005. március 18.   |
| Russell gondjain nem enyhít, mikor Kelly Knippers bejelenti, hogy az ő gyerekével terhes. Miután Russell nem hajlandó alávetni magát az apasági vizsgálatnak, Kelly perrel fenyeget. Ez viszont Russell gyanakvását kelti fel. A Huffstodt házban ezalatt Byrd örömmel lemond szobájáról a látogatóba érkező nagymama javára. Beth megtudja, hogy Madeleine útjának szervezésében anyósa segédkezett, majd Huff-fal is összekap a - múltkori partin - férje és Clay közt lezajlott kellemetlen jelenet miatt. Huff és Beth nem is sejtik, hogy mindennek Izzy és Byrd is fültanúja volt… Gail mit sem sejtve lopózik be Byrd szobájába, ahol nem kis meglepetésére valaki mást talál a takaró alatt… Byrd viszont szaftos történetek birtokába jut anyja kamaszkori kalandjairól. Huff ezalatt egy újfajta gyógyszeres kezelés lehetőségével biztatja Teddy-t, amellyel testvére talán kikerülhetne a kórházból. |     |                            |                    |                                 |                                      |
| 13. | 13. | Crazy Nuts & All F*cked Up | Scott Winant       | Bob Lowry                       | 2005. január 30. 2005. március 25.   |
| Miután Melody ismét otthonában támadt volt orvosára, Huff kórházba viszi az egykori pácienst, ahol kiderül, hogy még egy börtönbüntetés egyenlő lenne a halálos ítélettel Melody számára. Miután Maggie váratlanul ismét munkába áll, Russell egy genetikus segítségével családfát készíttet, hogy ezzel is elrettentse Kellyt, és egyúttal rávegye az abortuszra. Eközben Izzy Huff nyomása ellenére sem hajlandó beleegyezni Teddy kísérleti gyógykezelésébe, mely sikere esetén fia akár ki is kerülhetne a Woodburn intézetéből. Mikor Beth megtudja, hogy Huff nem pereli Melody-t, és mert házasságát romokban látja, úgy dönt, hazautazik Madeleine-nel New Jersey-be; Byrd pedig anyjával szeretne maradni. Huff hazaérve – legnagyobb megdöbbenésére – Izzy-t egy lehetetlen partnerrel találja egy ágyban. Huffnál kicsapódik a biztosíték, és Russell is megsérül. Teddy elhajt Huff kocsijával… |     |                            |                    |                                 |                                      |

### 2. évad
| Sor. | Év. | Cím                               | Rendező            | Író                                            | Premier                             |
| ---- | --- | --------------------------------- | ------------------ | ---------------------------------------------- | ----------------------------------- |
| 14.  | 1.  | Maps Don't Talk (1)               | Scott Winant       | Bob Lowry                                      | 2006. április 2. 2006. október 5.   |
| 15.  | 2.  | Maps Don't Talk (2)               | Scott Winant       | Bob Lowry                                      | 2006. április 2. 2006. október 5.   |
| 16.  | 3.  | Whipped Doggie                    | Dan Lerner         | Byron Balasco                                  | 2006. április 9. 2006. október 12.  |
| 17.  | 4.  | Sweet Release                     | Sarah Pia Anderson | Jessica Mecklenburg                            | 2006. április 16. 2006. október 12. |
| 18.  | 5.  | Used, Abused and Unenthused       | Steve Gomer        | Jessica Mecklenburg, Nicole Mirante            | 2006. április 23. 2006. október 19. |
| 19.  | 6.  | Red Meat                          | Dan Lerner         | Nicole Mirante                                 | 2006. április 30. 2006. október 19. |
| 20.  | 7.  | So…What Brings You to Armageddon? | Sarah Pia Anderson | Mark Richard                                   | 2006. május 7. 2006. október 26.    |
| 21.  | 8.  | A Cornfield Grows in L.A.         | James Hayman       | Nicole Mirante, Jessica Mecklenburg, Bob Lowry | 2006. május 14. 2006. október 26.   |
| 22.  | 9.  | Radio Silence                     | Tom Moore          | Byron Balasco                                  | 2006. május 21. 2006. november 2.   |
| 23.  | 10. | Bethless                          | Gloria Muzio       | Annie Brunner                                  | 2006. június 4. 2006. november 2.   |
| 24.  | 11. | Tapping the Squid                 | Sarah Pia Anderson | Nicole Mirante                                 | 2006. június 11. 2006. november 9.  |
| 25.  | 12. | Black Shadows                     | Tricia Brock       | Jessica Mecklenburg                            | 2006. június 18. 2006. november 9.  |
| 26.  | 13. | Which Lip Is the Cervical Lip?    | Scott Winant       | Bob Lowry                                      | 2006. június 25. 2006. november 16. |

## Díjak és jelölések
| Év   | Díj                     | Kategória                                                                               | Jelölt                                                                                                   | Eredmény |
| ---- | ----------------------- | --------------------------------------------------------------------------------------- | --- | -------- |
| 2005 | Artios Awards           | Legjobb stáb drámasorozatban                                                            | Susan Edelman, Michelle Allen                                                                            | Jelölve  |
| 2005 | Golden Globe-díj        | Legjobb férfi mellékszereplő (televíziós sorozat, televíziós minisorozat vagy tévéfilm) | Oliver Platt                                                                                             | Jelölve  |
| 2005 | Primetime Emmy-díj      | Legjobb férfi főszereplő (drámasorozat)                                                 | Hank Azaria (a "Crazy Nuts & All Fucked Up" című epizódért)                                              | Jelölve  |
| 2005 | Primetime Emmy-díj      | Legjobb férfi mellékszereplő (drámasorozat)                                             | Oliver Platt (a "That Fucking Cabin" és a "Crazy Nuts & All Fucked Up" című epizódokért)                 | Jelölve  |
| 2005 | Primetime Emmy-díj      | Legjobb női mellékszereplő (drámasorozat)                                               | Blythe Danner (az "Is She Dead?" és a "Christmas Is Ruined" című epizódokért)                            | Elnyerte |
| 2005 | Primetime Emmy-díj      | Legjobb drámasorozat rendezés                                                           | Scott Winant (a "Crazy Nuts & All Fucked Up" című epizódért)                                             | Jelölve  |
| 2005 | Primetime Emmy-díj      | Legjobb vendégszínésznő drámasorozatban                                                 | Swoosie Kurtz                                                                                            | Jelölve  |
| 2005 | Primetime Emmy-díj      | Legjobb főcím                                                                           | Tracy Chandler, Jose Gomez, Christopher Markos and André Stringer                                        | Elnyerte |
| 2005 | Primetime Emmy-díj      | Legjobb főcímzene                                                                       | W.G. Snuffy Walden                                                                                       | Jelölve  |
| 2005 | Screen Actors Guild-díj | Legjobb színész (drámasorozat)                                                          | Hank Azaria                                                                                              | Jelölve  |
| 2006 | Primetime Emmy-díj      | Legjobb férfi mellékszereplő (drámasorozat)                                             | Oliver Platt (a "Red Meat" és a "So… What Brings You to Armageddon?" című epizódokért)                   | Jelölve  |
| 2006 | Primetime Emmy-díj      | Legjobb női mellékszereplő (drámasorozat)                                               | Blythe Danner (a "Maps Don't Talk" (Part 2)" és a "So… What Brings You to Armageddon?" című epizódokért) | Elnyerte |
| 2006 | Primetime Emmy-díj      | Legjobb vendégszínésznő drámasorozatban                                                 | Swoosie Kurtz                                                                                            | Jelölve  |

.